# مدل‌سازی سیستم‌ها

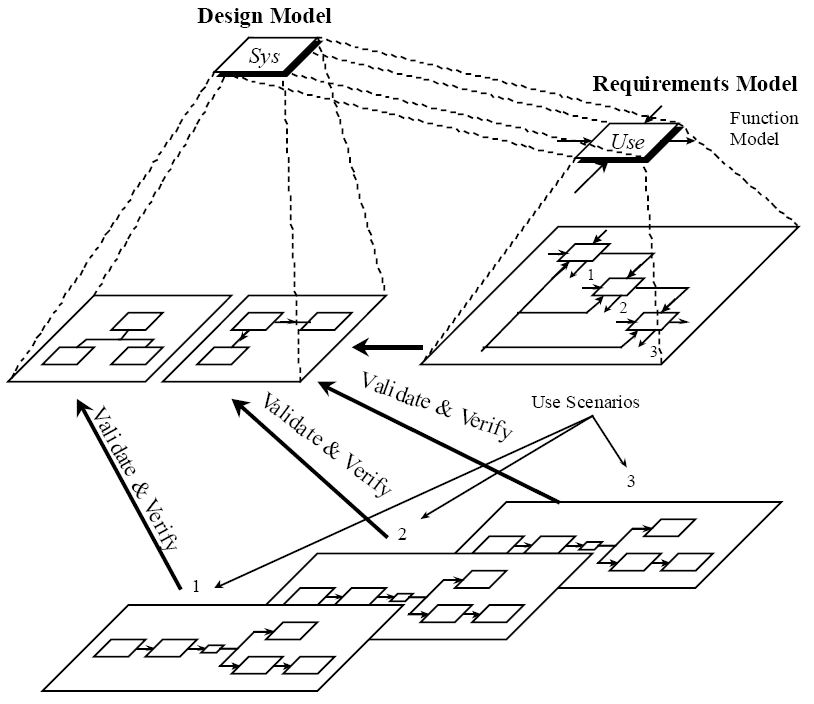
نمونه‌ای از مدل‌سازی استاتیک، پویا (دینامیک) و نیازمندی‌ها، برای بخش‌بندی سیستم‌ها

مدل‌سازی سیستم‌ها (انگلیسی: Systems modeling) یا مدل‌سازی سامانه‌ها، از مباحث مهندسی سیستم‌ها و مهندسی نرم‌افزار است، که مطالعه میان‌رشته‌ای با هدف استفاده از مدل‌ها برای مفهوم‌سازی و ساخت سیستم‌های توسعه کسب‌وکار و نیز استفاده در حوزه فناوری اطلاعات می‌باشد. انواع رایج مدل‌سازی سیستم‌ها شامل؛ مدل‌سازی عملکرد، معماری سیستم‌ها، مدل‌سازی فرایندهای کسب‌وکار و مدل‌سازی سازمانی می‌باشد. پیشینه استفاده از مدل‌سازی در سیستم‌ها، به سال ۱۸۹۶ بازمی‌گردد، که نخستین نسخه از نمودار گانت، تحت عنوان نمودار هماهنگی، توسط کارل آدامیسکی طراحی شد، این نمودار در فاصله سالهای ۱۹۱۰ تا ۱۹۱۵ توسط هنری گانت توسعه پیدا کرد. فرم کنونی فرایندهای مدل‌سازی سیستم‌ها از دهه ۱۹۵۰ با طراحی اولین نمودارهای عملکرد، توسط شرکت آمریکایی تی‌آردبلیو آغاز شد و در دهه ۱۹۶۰ توسط ناسا (برای مدل‌سازی توالی‌های وقایع زمانی در سیستم‌های مورد استفاده جهت مأموریت‌های فضایی) توسعه پیدا کرد.